# Collezione senese degli strumenti di Fisica
La Collezione senese degli strumenti di Fisica è formata da circa 400 strumenti di pregevole fattura, databili dall'inizio del XIX secolo fino alla metà del XX secolo ed oggi conservati nella sezione di Fisica del Dipartimento di Scienze Fisiche, della Terra e dell'Ambiente dell'Università degli Studi di Siena. La collezione fa parte del Sistema Museale Universitario Senese (SIMUS).

## Storia
L'insegnamento della fisica a Siena risale alle origini dell'ateneo senese. Risulta infatti che intorno al 1250, lo Studium contemplasse, nell'ambito dell'insegnamento della medicina, anche uno spazio per la fisica quale scienza delle funzioni dei sistemi viventi: ottica, acustica, termologia, in riferimento alle attività sensoriali dell'uomo.
Già nel 1247 Pietro Ispano o Pietro Spagnolo, poi papa Giovanni XXI, impartì lezioni di fisica affiancando il medico Giovanni di Mordente da Faenza. Macchine ed instrumenti hanno sempre avuto un ruolo fondamentale nelle attività didattiche e nell'uso applicativo giornaliero soprattutto in medicina. Nel corso dei secoli il contributo della fisica fu così importante per la conoscenza medica che nel XVII secolo il suo insegnamento diventò regolare e continuativo. Dopo il periodo napoleonico l'ateneo senese si dotò di un Gabinetto di fisica, o Teatro di fisica, che nel tempo acquisì numerosi strumenti, necessari per le esperienze nei diversi campi della disciplina, che andranno a costituire la Collezione degli strumenti di fisica.

## La collezione
Già nel 1937 alcuni cimeli del Gabinetto di fisica erano considerati di interesse storico quali l'elettromotore perpetuo, o pendolo di Giuseppe Zamboni, dono di Ferdinando III duca d'Etruria, e la raccolta degli strumenti di Giovanni Battista Amici: un microscopio orizzontale, un optometro, un polarizzatore e un apparecchio per le interferenze. Il lavoro di inventariazione cominciò negli anni sessanta, mentre una catalogazione vera e propria si è conclusa nel 2015 con la pubblicazione delle schede nel Catalogo Nazionale dei Beni Culturali. Degni di nota, oltre a quelli sopra citati, sono: la calamita naturale armata dell'Isola d'Elba (Niccolò del Moro, 1745); la bussola delle tangenti (Pierucci, Pisa, 1873), quella di inclinazione di Gambey (1863); il galvanometro di Thomson (Ducretet, Parigi, 1898 ca.), quello a riflessione  (Hartmann&Braun, Francoforte, 1924); vari strumenti elettrici, come i tubi per raggi X e quelli per lo studio delle scariche elettriche nei gas.

## Le attività didattiche
Oggi, grazie al progetto ESCAC del SIMUS, la collezione senese degli strumenti di fisica è oggetto di vari percorsi educativi calibrati secondo i più diversi pubblici: scuole, famiglie e studiosi. La strumentazione storica è poi affiancata con approfondimenti della più recenti scoperte dell'ambito disciplinare attinente, al fine di realizzare una percorso storico della fisica fra passato, presente e futuro.